# Georg Markgraf
Georg Markgraf, dont le nom est aussi orthographié Marcgraf ou Marcgrave, est un naturaliste allemand, né le 20 septembre 1610 à Liebstadt en électorat de Saxe et mort en janvier 1644 à São Paulo da Assunção de Loanda, auj. Luanda (Angola), d'un accès de fièvre. Il est considéré comme l'explorateur le plus important du Brésil au XVIIe siècle.

## Biographie
Il étudia la botanique et la médecine à l'université de Rostock, ainsi que l'astronomie à Szczecin.
En 1638, il participa en tant qu'assistant à l'expédition dirigée par le médecin Willem Piso (1611-1678) à la demande de Jean-Maurice de Nassau-Siegen (1603-1679), gouverneur général des colonies hollandaises au Brésil. Deux artistes, Frans Post (1612-1680) et Albert Eckhout (1610-1665), les accompagnèrent.
Naviguant le long des côtes, il dressa la carte des régions côtières et prit part à plusieurs expéditions en terre ferme, durant lesquelles il fit des relevés astronomiques, étudia la faune et la flore, ainsi que les populations rencontrées et les traditions régionales.
La géographie lui est redevable du matériel cartographique rapporté et de la conception d'une carte générale du Brésil. Celle-ci montre dans le détail la région côtière et quelques fleuves intérieurs entre le "Rio Grande" (aujourd'hui Rio Potengi) au nord et le Rio São Francisco au sud. Les cartes du Brésil de Georg Markgraf devinrent célèbres et furent souvent copiées, particulièrement au XVIIIe siècle. 

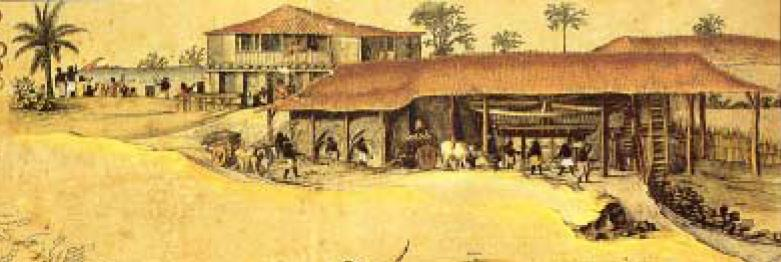
Comptoir hollandais du Pernambouc.
Détail de la carte géographique de la préfecture de Pernambouc, d'après une illustration de Frans Post.

En histoire naturelle, son rôle est tout aussi important. Après sa mort, Johannes de Laet, qui l'avait recommandé pour ce voyage, récupéra ses notes consacrées aux oiseaux. Il réussit à décrypter le code qu'utilisait Markgraf, et les publia dans le cinquième volume d’Historia Naturalis Brasiliae, qui est complété par 55 figures.
Après la mort de Johannes de Laet, Willem Piso réécrivit toute la partie consacrée à l'histoire naturelle et fit disparaître le nom de Georg Markgraf des éditions ultérieures. Les gravures accompagnant l'ouvrage étaient si sommaires, que la détermination précise des espèces citées était délicate.

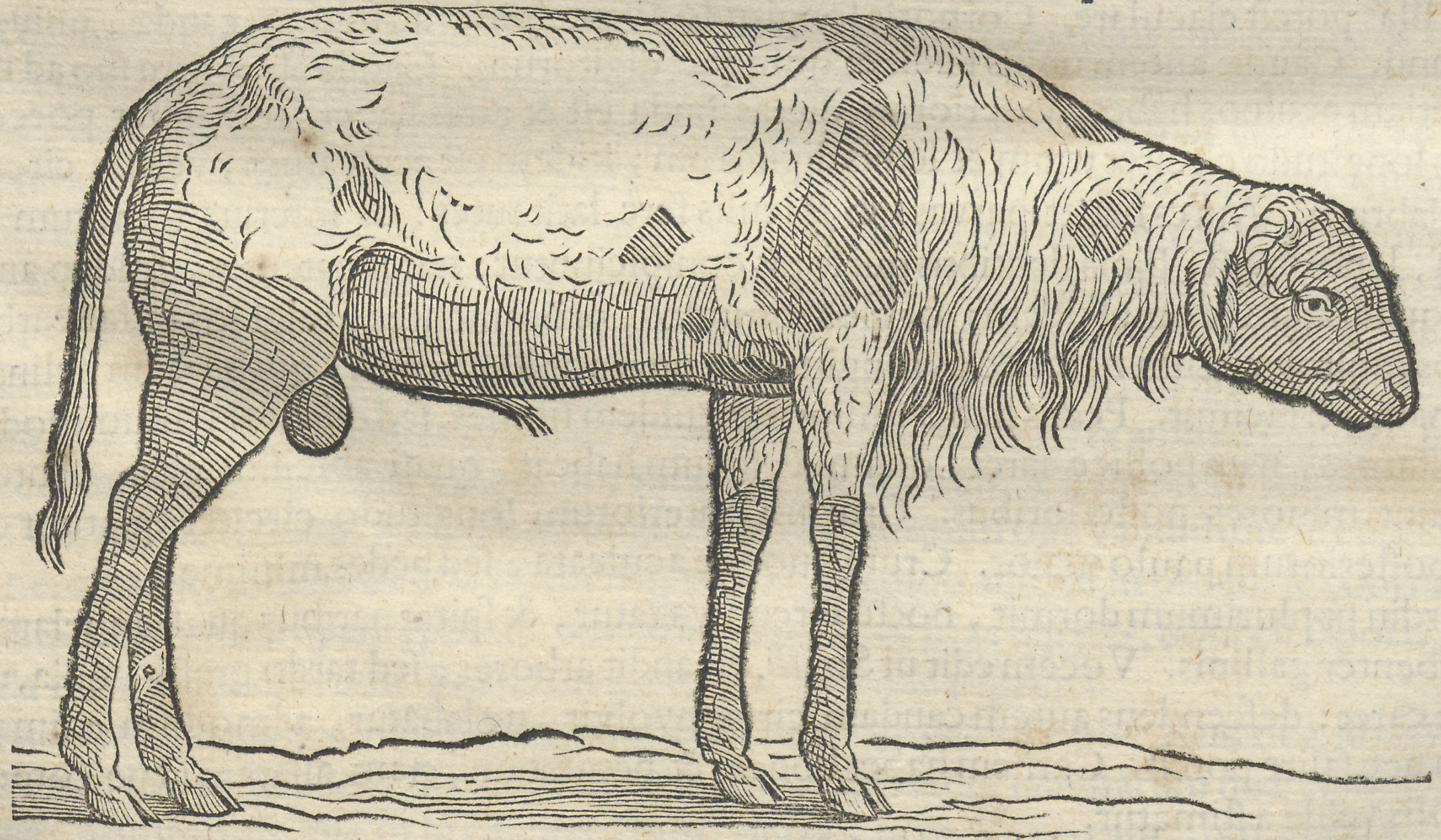
Aries guineensis, Marggraf, Georg (1610-1644)

Ce fut la redécouverte, en 1786, des originaux en couleurs, qui permit de rendre justice à la qualité de son œuvre décrivant 133 espèces d'oiseaux. C'est ainsi que Georg Markgraf demeura la première source d'information sur la faune du Brésil. Ses descriptions furent utilisées par les scientifiques du XVIIIe siècle comme John Ray, Buffon, Johann Friedrich Gmelin ou Carl von Linné.
Il s'intéressait également aux poissons, dont il décrivit une centaine d'espèces, toutes nouvelles pour la science. Il s'agit de la première étude scientifique sur des poissons de provenance non-méditerranéenne.
Il donna son nom à un navire de ligne allemand durant la première guerre  mondiale et au genre botanique Marcgravia, genre type de la famille botanique des Marcgraviaceae.